# Monocycle trial

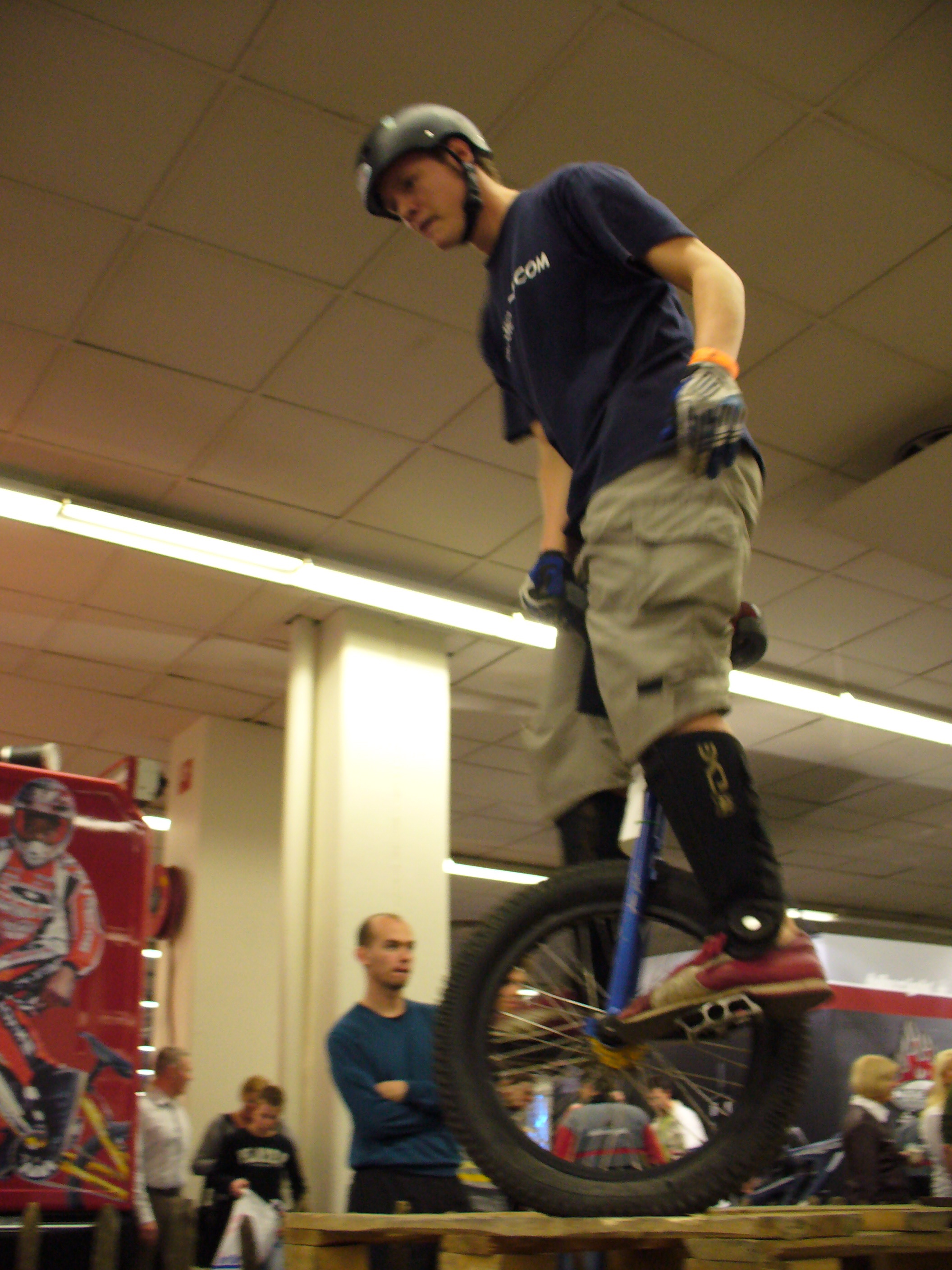
Pratiquant de monocycle trial

Pour les articles homonymes, voir Trial (homonymie).
Le monocycle trial est une discipline du monocycle apparue dans les années 90 qui consiste à franchir des obstacles sans toucher le sol. Cette pratique est proche du vélo trial et de la moto trial. Le monocycle trial peut se pratiquer en site naturel (sur des troncs d'arbres, des rochers…), en ville (sur des escaliers, des bancs, des barrières, des murets…) ou en site artificiel (palettes, pneus, planches…).
Le trial est considéré comme une des 3 disciplines "urbaines" du monocycle avec le street et le flat.

## Matériel

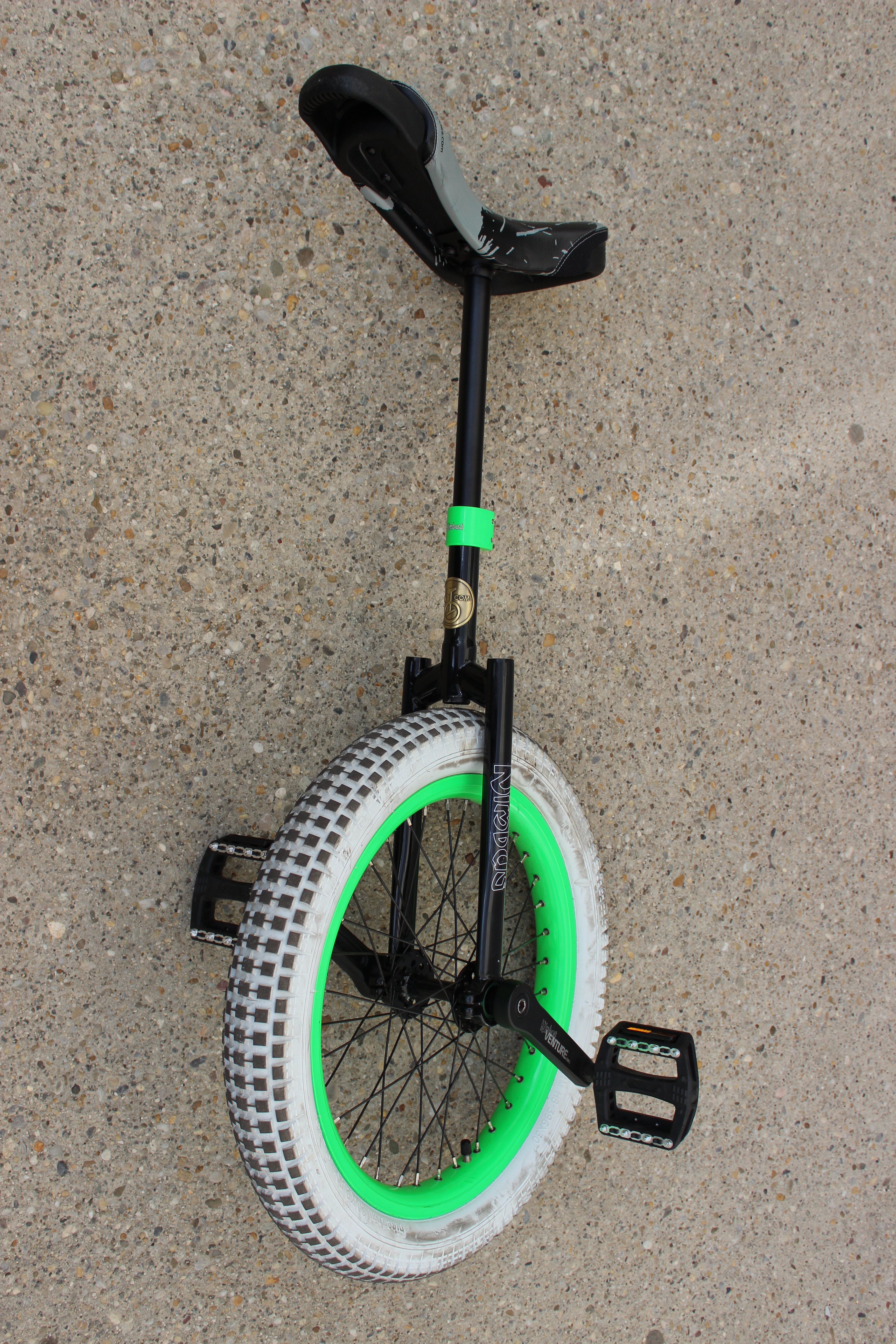
Monocycle de trial avec un pneu blanc pour la pratique en intérieur

Les monos de trial doivent être solides et légers. Le diamètre de la roue est de 19 ″, parfois 20″. Ils ont un gros pneu (généralement 2,5″) qui permet d'amortir ou de rebondir, ainsi qu'une jante large qui permet de bien contrôler ce pneu. Les pédales sont en métal (acier, aluminium ou magnésium) et sont équipées de picots, ce qui permet une bonne accroche en pedal grab. La selle est fine, ce qui facilite la prise en main lors des sauts selle devant et est équipée d'une poignée pour les sauts selle dessous. La plupart des pièces sont renforcées pour permettre les pratiques les plus extrêmes[source secondaire souhaitée].

## Compétitions de trial
Les compétitions de trial se déroulent généralement sur des zones construites avec des obstacles artificiels (palette, pneu, planche, slackline...). Les compétiteurs doivent passer les obstacles sans toucher ni le sol ni les obstacles avec le corps. Une compétition se déroule sur un circuit composé de 15 à 40 zones. Le but est de passer le plus grand nombre de zones possible dans un temps imparti.

### Unicon
Le trial a fait son apparition à l'Unicon X en 2000 lors d'un atelier organisé par Kris Holm.
A l'Unicon XI en 2002, la première compétition de trial a eu lieu, à cette occasion Kris Holm est devenu le premier champion du monde de monocycle trial. Depuis la compétition de trial est organisée à chaque Unicon.

### Autres compétitions
Une compétition de trial est organisée chaque année à l'occasion de la coupe de france de monocycle. Le trial est également organisé aux compétitions européennes.